# نیروی زمینی سلطنتی بحرین
نیروی زمینی ارتش بحرین (عربی: الجیش البحرینی) نیروی زمینی زیرمجموعه ارتش بحرین است، که در سال ۱۹۶۹ تأسیس شد.